# قلمرو زهدان
قلمرو زِهدان (قلمروی رَحِم) یا گَربَه‌کوشَه‌دهاتو (Garbhakoshadhātu) یک مفهوم عمیق در بودیسم وجره‌یانه است که به عنوان یک فضای متافیزیکی نماد جنبه‌های مختلف آگاهی و پتانسیل بودا برای تجلی در جهان مادی است. این قلمرو بر اساس سوترای مَهاوایروچَنه (Mahavairocana Tantra) شکل گرفته و نام آن از فصل دوم این سوترا گرفته شده است که در آن بودای مَهاوایروچَنه آموزه‌های رازآلود ماندالا را از «زهدان شفقت» خود به شاگردش وَجرَه‌ساتوا (Vajrasattva) فاش می‌کند.
قلمرو زهدان اغلب به صورت ماندالا به تصویر کشیده می‌شود و نشان‌دهنده آگاهی بودا و بودیساتواها و همچنین تعامل آنها با یکدیگر است. ماندالای قلمرو زهدان معمولاً به رنگ طلایی است و بوداها و بوداسف‌ها در آن با گل‌ها و زیورآلات تزئین شده‌اند. این ماندالا همچنین به عنوان نمادی از زهدان کیهانی و منشأ همه چیزها در نظر گرفته می‌شود.
قلمرو زهدان نشان‌دهنده شفقت و عشق بودا و توانایی او برای هدایت موجودات به سمت روشن‌بینی است. با تمرین و درون‌پویی (مراقبه) بر روی ماندالای قلمرو زهدان، فرد می‌تواند به درک عمیق‌تری از ماهیت شفقت و عشق و همچنین ارتباط خود با بودا و بودیساتواها دست یابد.
در مراسم مناسک گذار در بودیسم شینگون و تِندای، از ماندالای قلمرو زهدان و قلمرو الماس استفاده می‌شود. در این مراسم، چشمان افراد تازه وارد بسته می‌شود و از آنها خواسته می‌شود که گلی را بر روی ماندالا بیندازند. محلی که گل بر روی آن می‌افتد، به تعیین اینکه شاگرد باید خود را وقف کدام شخصیت بودایی کند، کمک می‌کند.